# Castellet
Castellet là một xã trong tỉnh Vaucluse thuộc vùng Provence-Alpes-Côte d’Azur ở đông nam nước Pháp. Xã này nằm ở khu vực có độ cao trung bình 510 mét trên mực nước biển.
Sông Calavon tạo thành toàn bộ ranh giới phía bắc thị trấn.